# Tom Mack
Thomas Lee „Tom“ Mack (* 1. November 1943 in Cleveland, Ohio) ist ein ehemaliger US-amerikanischer American-Football-Spieler. Er spielte als Guard in der National Football League (NFL) bei den Los Angeles Rams.

## Spielerlaufbahn

### Collegekarriere
Tom Mack wurde als Sohn von Ray Mack geboren, einem professionellen Baseballspieler der Cleveland Indians. Er besuchte in Cleveland die High School und spielte in der dortigen Footballmannschaft als Wide Receiver. Nach seinem Schulabschluss erhielt er ein Stipendium an der University of Michigan und studierte dort Ingenieurwesen. Mack kam erst in seinen letzten beiden Studienjahren in der Footballmannschaft, den Michigan Wolverines, als Offensive Tackle zum Einsatz. 1964 gewann er mit seiner Mannschaft die Meisterschaft in der Big Ten Conference. Im selben Jahr siegte er mit den Wolverines im Rose Bowl gegen die Oregon State University mit 34:7. Nach der Saison 1965 wurde er zum All-American gewählt. Sein College zeichnete ihn zudem in den Jahren 1964 und 1965 aufgrund seiner sportlichen Leistungen aus.

### Profikarriere
Tom Mack wurde im Jahr 1966 durch die Los Angeles Rams in der ersten Runde an zweiter Stelle gedraftet. Im selben Jahr hatte George Allen das Amt des Headcoachs bei den Rams übernommen. Die Rams waren in den Vorjahren ein wenig erfolgreiches Footballteam. Allen gelang es, die Leistungen der Mannschaft erheblich zu steigern. Er setzte Mack in der Offensive Line als Guard ein. Er hatte damit die Aufgabe, Quarterback Roman Gabriel zu schützen und dem eigenen Runningback den Weg in die gegnerische Endzone frei zu blocken. 1967 konnte Tom Mack dann mit seiner Mannschaft zum ersten Mal in die Play-offs einziehen. Die Rams hatten in der regular Season elf von 14 Spielen gewonnen und trafen im Divisional-Play-off-Spiel auf die von Vince Lombardi betreuten Green Bay Packers. Die Mannschaft aus Green Bay zeigte sich überlegen und gewann das Spiel mit 28:7. Die Rams sollten sich fortan als Spitzenteam in der NFL etablieren. Viermal konnte Tom Mack mit seiner Mannschaft in das NFC Championship Game einziehen. Die Rams konnten keines der Spiele gewinnen. Im Jahr 1974 scheiterte die Mannschaft mit 10:14 an den Minnesota Vikings. Nach der regular Season 1975 folgte eine 7:37-Niederlage gegen die Dallas Cowboys. In der Saison 1976 verloren die Rams erneut gegen die Vikings, diesmal mit 13:24. 1978 verlor Mack sein letztes Endspiel, erneut waren die Cowboys der Gegner, die sich diesmal mit 28:0 durchsetzen konnten. Tom Mack beendete nach dieser letzten Endspielniederlage und nach seiner letzten Teilnahme am Pro Bowl seine Laufbahn. Mack fungierte in seinen letzten vier Spieljahren als Mannschaftskapitän der Rams. Er verpasste während seiner 13 Jahre andauernden Profikarriere kein Spiel seiner Mannschaft.

## Nach der Laufbahn
Tom Mack wurde nach seiner Laufbahn Vizepräsident bei der Firma Bechtel Corporation. Er lebt in Las Vegas, Nevada.

## Ehrungen
Tom Mack spielte elfmal im Pro Bowl, dem Abschlussspiel der besten Spieler einer Saison. Er wurde achtmal zum All-Pro gewählt und ist Mitglied in der Pro Football Hall of Fame, in der University of Michigan Athletic Hall of Honor, in der Ruhmeshalle seiner High School und in der Greater Cleveland Sports Hall of Fame. Die St. Louis Rams ehrten ihn zudem auf dem St. Louis Ring of Fame im Edward Jones Dome, dem ehemaligen Stadion der Rams.